# Lynkeus (Sohn des Aigyptos)
Lynkeus (altgriechisch Λυνκεύς Lynkeús) ist in der griechischen Mythologie der Sohn des Aigyptos und der Argyphie.
Bei der Massenhochzeit der 50 Söhne des ägyptischen Königs Aigyptos mit den 50 Danaiden, den Töchtern des Danaos, erhielt der aus Chemmis stammende Lynkeus die älteste Tochter Hypermestra zur Frau. Danaos gab allen Töchtern Dolche und wies sie an, ihre Gatten in der Hochzeitsnacht zu töten. So wurden alle seine Brüder getötet, nur er wurde verschont, und Hypermestra ließ ihn entkommen. Aus sicherer Entfernung gab er mit einer Fackel ein Zeichen, das Hypermestra vom Berg Larissa erwiderte. Auf dieses Ereignis soll ein antikes Fackelfest, das in Argos gefeiert wurde, zurückgehen. 
Weil sie ihren Gatten verschonte, wurde Hypermestra von ihrem Vater angeklagt, aber von den Argivern freigesprochen. Später tolerierte Danaos die Verbindung zwischen Hypermestra und Lynkeus, und nach seinem Tod wurde Lynkeus König von Argos. Abas, der Sohn des Lynkeus und der Hypermestra, bestieg nach ihm den Thron von Argos.
Lynkeus soll Spiele zu Ehren der Göttin Hera begründet haben, bei der der Sieger einen Schild als Trophäe erhielt. Er und seine Gattin wurden später in Argos als Heroen verehrt.